# Чуваш-Карамалинська сільська рада
Чува́ш-Карамали́нська сільська рада (рос. Чуваш-Карамалинский сельский совет) — муніципальне утворення у складі Аургазинського району Башкортостану, Росія. Адміністративний центр — село Чуваш-Карамали.

## Населення
Населення — 855 осіб (2019, 983 в 2010, 1058 в 2002).

## Склад
До складу поселення входять такі населені пункти:
| Населений пункт           | Населення, осіб (2002) | Населення, осіб (2010) |
| ------------------------- | ---------------------- | ---------------------- |
| Дар'їно, присілок         | 36                     | 41                     |
| Єрмолаєвка, присілок      | 5                      | 3                      |
| Новочелатканово, присілок | 91                     | 59                     |
| Старі Карамали, присілок  | 29                     | 26                     |
| Чуваш-Карамали, село      | 897                    | 854                    |